# دیرفی
دیرفی (به لاتین: Dirfi) یک کوه در یونان است که در Euboea واقع شده است. دیرفی ۱٬۷۴۳ متر بالاتر از سطح دریا واقع شده است.